# История почты и почтовых марок Ньясаленда
История почты и почтовых марок Ньясаленда описывает развитие почтовой связи в британском протекторате Ньясаленд (с 1964 — Малави) на юго-востоке Африки со столицей в Зомбе. Выпуск ньясалендских почтовых марок осуществлялся с 1908 по 1964 год.

## Развитие почты
История почты и смена почтовых администраций на территории нынешнего независимого государства Малави связаны с британским колониальным управлением. Почтовое ведомство Ньясаленда образовалось после того, как 6 июля 1907 года протекторат Британская Центральная Африка стал протекторатом Ньясаленд.
|  |

|  |

Следующие изменения в организации почтовой службы были обусловлены тем, что в 1953—1963 годах Ньясаленд входил в состав Федерации Родезии и Ньясаленда, а в 1964 году обрёл независимость и стал называться Малави. При этом в период между 1954 и 1963 годами для оплаты почтовых услуг здесь использовались марки Федерации Родезии и Ньясаленда.

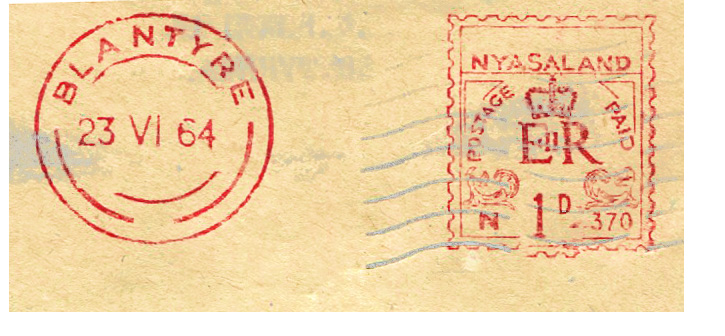
Франкотип почты Ньясаленда после упразднения Федерации Родезии и Ньясаленда (1964). Над словом «Nyasaland» («Ньясаленд») удалён текст «Rhodesia &» («Родезия и»)

## Выпуски почтовых марок

### Первые марки
22 июля 1908 года были выпущены первые почтовые марки протектората Ньясаленд. В качестве эмитента на марках значилось англ. «Nyasaland Protectorate» («Протекторат Ньясаленд»), при этом сами марки заменили выпуски Британской Центральной Африки.

#### Ньясалендский тип
Рисунок ранних марок Ньясаленда (Yt #1—24) и аналогичных марок других британских колоний, которые эмитировались с 1908 года, вошёл в филателию под названием «Ньясалендский тип».

#### Ньясалендские цвета
Вместе с рисунком «ньясалендского типа» в 1908 году были введены цвета, получившие филателистическое название «Ньясалендские цвета». Они были характерны для марок различных британских колоний. При этом марки одного номинала имели одинаковый цвет для всех колоний.

### Последующие эмиссии
Вначале на почтовых марках присутствовала надпись: англ. «Nyasaland Protectorate» («Протекторат Ньясаленд»), а с 1934 года — просто «Nyasaland» («Ньясаленд»)[≡].
Первые памятные марки Ньясаленда увидели свет в 1935 году — по случаю коронации Георга VI[≡][≡].

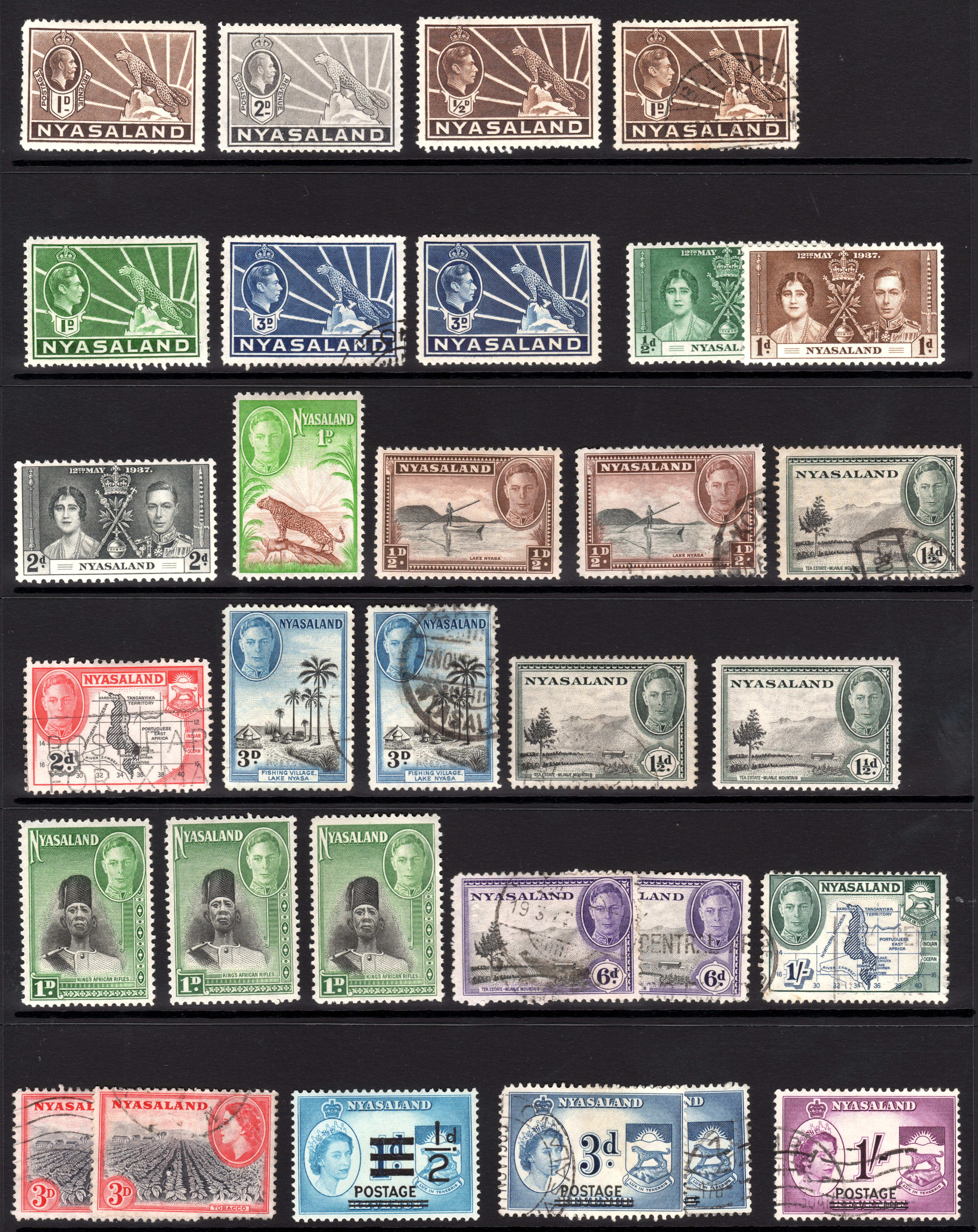
.
Первый ряд:
• 1934: Георг V и леопард, 1 и 2 пенса
• 1938: Георг VI и леопард, ½ и 1 пенни
Второй ряд:
• 1938: Георг VI и леопард, 1 пенни, 3 пенса — гашёная и Чистая марка
•
Третий ряд:
•
• 1947: Георг VI и леопард, 1 пенни
• 1945: Георг VI и каноэ на озере Ньяса, ½ пенни — чистая и гашёная; Георг VI и чайное хозяйство в Муланье (горный массив), 1½ пенса
Четвёртый ряд:
• 1945: Георг VI, герб и карта Ньясаленда, 2 пенса; Георг VI и рыбацкая деревня на озере Ньяса, 3 пенса — два гашёных экземпляра; Георг VI и чайное хозяйство в горах Муланье, 1½ пенса — гашёная и чистая
Пятый ряд:
• 1945: Георг VI и королевский африканский стрелок, 1 пенни — три чистых экземпляра; Георг VI и чайное хозяйство в горах Муланье, 6 пенсов — два гашёных экземпляра; Георг VI, герб и карта Ньясаленда, 1 шиллинг
Шестой ряд:
• 1953: Елизавета II и плантация табака, 3 пенса — два гашёных экземпляра
• 1963: Елизавета II, надпечатки на Фискальные марки Ньясаленда и Малави, ½ пенни, 3 пенса — два гашёных экземпляра, 1 шиллинг

По данным Л. Л. Лепешинского, с учётом выпусков Британской Центральной Африки, в колониальный период с 1891 по 1963 год было эмитировано 203 почтовые марки Ньясаленда.
По окончании периода употребления марок Федерации Родезии и Ньясаленда (1954—1963), 1 ноября 1963 года были возобновлены самостоятельные выпуски для Ньясаленда, которые были изъяты из обращения 5 июля 1964 года.
После обретения независимости на почтовых марках появилось новое название государства — «Malawi» («Малави»).

## Другие виды почтовых марок

### Доплатные
Доплатные марки были изданы для протектората в 1950 году, и таковых насчитывалось пять марок.